# MKS TS Trasko Ostrzeszów
MKS TS Trasko - Międzyszkolny Klub Tenisa Stołowego działający w Ostrzeszowie, w sezonach 2006/2007, 2007/2008 i 2008/2009 występujący w Ekstraklasie mężczyzn.

## Osiągnięcia
- Mistrzostwa Polski:
  -  2. miejsce (1): 2008[1]
  -  3. miejsce (1): 2009[2]

- Puchar Polski:
  - Zdobywca (1): 2009[3]

## Skład
Sezon 2006/2007: Jarosław Tomicki, Karol Szotek, Zbigniew Kaczmarek 

Sezon 2007/2008: Marcin Kusiński, Bartosz Such, Jarosław Tomicki, Karol Szotek 

Sezon 2008/2009: Marcin Kusiński, Bartosz Such, Daniel Górak

## Zarząd klubu
- Wiceprezes: Józef Mądry
- Sekretarz: Kazimierz Cegielski
- Skarbnik: Janusz Nowakowski
- Członek zarządu: Krzysztof Tomczak